# Джийт кун до
Джийт кун до (на английски: Jeet Kune Do, „Пътят на изпреварващия юмрук“) е името, което легендарният майстор на бойни изкуства Брус Лий  дава на идеите и вижданията си за бойните изкуства през 1965 г.  Самият Брус Лий не определя джийт кун до като стил или система. Джийт кун до е еклектичен, хибриден стил бойно изкуство, основано от легендарния майстор на бойни изкуства Брус Лий през 1965 г.
Принципът на изпреварване или пресичане на противника е присъщ и за винг чун, първото бойно изкуство, което Брус Лий тренира задълбочено. Последователите на джийт кун до вярват в минимални движения с максимален ефект. То не е фиксирано като други стилове кунг фу, а е във философията е включено да бъдеш приспособим като водата. В джийт кун до се работи за усвояване на бойни умения и плавно преминаване на различни дистанции - далечна дистанция (ритници и дълги оръжия), удари с ръце, трапинг (капаниране) и граплинг (борба на земя). Джийт кун до е изложено от Брус Лий в книгите Тао на Джийт кун до и Бойният метод на Брус Лий Архив на оригинала от 2014-05-14 в Wayback Machine. (издадени след смъртта му).
В сценария на филма Дракона идва на Уорнър Брадърс от 1973 г., Лий е попитан „Какъв е вашият стил?“, на което той отговаря „Моят стил?... Можете да го наречете изкуството на бой без бой.“ Той го нарича „изкуството за изразяване на човешкото тяло" в съчиненията и интервютата си. Брус Лий намира съществуващите стилове за сковани и нереалистични. Нарича състезанията по бойни изкуства на времето си „плуване на сухо“. Той вярва че истинският бой е спонтанен и боецът не може да го предвиди, а само да реагира на него и добрият боец трябва „да бъде като вода“ – да се движи плавно без колебание.

## Философията на Брус Лий
Първоначално, като разучава различните бойни стилове, Брус Лий нарича изкуството си Джин фан кунг фу. Не искайки да създаде друг стил, който би споделял ограниченията на всички други стилове, той описва процеса, който е използвал, за да го създаде:
| „ | Не съм създал „нов стил“, съставен, модифициран или инак, който е поставен в определена форма. различаваща се от „този“ или „онзи“ метод. Напротив, надявам се да освободя последователите си от придържане към стилове, образци или рамки. Помнете че Джийт кун до е просто използвано име, огледало, в което виждаме „себе си“... Джийт кун до не е организирана институция, на която можем да сме членове. Или го разбирате, или не, това е то. Няма мистерия за моя стил. Моите движения са прости, директни и некласичността му лежи в неговата простота. Всяко движение в Джийт кун до е такова само по себе си. Няма нищо изкуствено в него. Винаги съм вярвал че лесният начин е правилният начин. Джийт кун до е просто прякото изразяване на чувствата ви с минимални движения и енергия. Колкото по-близо сме до истинския път на Кунг фу, толкова по-малко прахосване на изразяване има | “ |

 
Накрая, човек на Джийт кун до, който казва че Джийт кун до е ексклузивно Джийт кун до просто не е с него. Той все още е „закачен“ за само-затварящата се съпротива, в този случай закотвена към реакционен шаблон и естествено е все още привързан от друг модифициран шаблон и може да се движи в лимитите му. Не е усвоил простия факт, че истината съществува извън всички модели; образецът и съзнанието никога не са екслузивни.
 
Джийт кун до е резултат от процес на развитие, преминал през целия живот на Брус Лий. Той заявява, че неговата концепция не добавя все повече и повече неща неща едно над друго, за да образува система, а вместо това избира най-доброто от тях. Метафората, която той заема от зен будизма е на постоянно пълнене на чаша с вода и след това нейното изпразване, използвана за описание на философията му на „изхвърляне на непотребното“. Той използва примера за скулпторът, който започва с камък и премахва „несъществен“ материал. Крайният резултат е това, което счита за съществените елементи или Джийт кун до.
Доминиращата или най-силна ръка трябва да бъде водеща, защото тя ще извършва по-голям процент от работата. Лий минимизира използването на други стойки, освен когато обстоятелствата дават основания за такива действия.
 
Въпреки че гардовата позиция е първостепенната позиция, тя никак не е единствената. Според него има времена, когато трябва да се използват други позиции. Лий чувства, че динамичното свойство на Джийт кун до е това което позволява на практикуващите го да се адаптират към постоянните промени и флуктуации на реалния бой. Той вярва че решения трябва да се вземат в контекста на „реалния бой“ и/или „фул контакт спаринг“ и че само в такава среда практикуващият може да провери ефективността на техника.
Лий вярва че реалният бой е жив и динамичен. Обстоятелствата в бой може да се променят от милисекунда в милисекунда. Така, предварително подготвени образци и техники не са адекватни за справяне с такава променяща се ситуация. Като антидот на този ред на мисли Лий написва веднъж в епитаф:“В памет на някога плавен човек, натъпкван и изкривен от класическата каша.“ „Класическата каша“ в този пример е това което Лий счита за „не много живия метод на класическите кунг фу стилове“.
 

## Принципи
Следват принципите които Лий инкорпорира в Джийт кун до. Лий чувства че тези универсални бойни истини са видни от само себе си и биха довели до боен успех ако се следват. Познаването на всеки от „Четирите обхвата на боя“ по-специално, се счита за инструмент на „абсолютния“ боец.
Джийт кун до учи че най-добрата отбрана е силното нападение и оттук е принципа на „изпреварващия юмрук“. За да нападне някой другиго ръкопашно, нападащият трябва да се приближи към целта. Това дава възможност на нападнатия да „пресече“ атакуващото движение. Принципът на пресичането може да се приложи за повече от пресичане на физически атаки. Невербални знаци (фини движения които опонента може да не съзнава) може също да се пресекат и по този начин да се използват в наше предимство.
 
„Петте начина за нападение“, категории които помагат на практикуващи Джий кун до да организират бойния си репертоар, съставляват нападателните учения на Джийт кун до. Концепциите са „Стопиращи удари и стопиращи ритници“ и „едновременно париране и удар с юмрук“, базирани на концепциите за единични плавни движения които нападат докато се отбраняваме (в системи като фехтовка с шпага и винг чун) съставляват отбранителните учения на Джийт кун до. Тези концепции са модифицирани за невъоръжен бой и се прилагат в структурата на Джийт кун до от Лий за допълване на принципите на пресичане.
Джийт кун до е стил Кунг фу и е наименувано по концепцията на винг чун за пресичане и нападане на противника, когато той се готви да атакува. Последователите на Джийт кун до вярват в движения с максимален ефект и върховна скорост. То не е фиксирано като други стилове Кунг фу, а е философия с пътеводни мисли. Системата работи като използва различни инструменти за различни ситуации, като ситуациите са подразделени на обхвати, а именно ритници, удари с юмрук, трапинг (капаниране) и граплинг, като бойците използват техники за плавно преминаване от едно към друго. Джийт кун до е изложено от Брус Лий в книгите му Тао на Джийт кун до и Бойният метод на Брус Лий Архив на оригинала от 2014-05-14 в Wayback Machine..
 

### Прав директен удар
Брус Лий счита че правият директен удар е най-интегралната част от ударите с юмрук на Джийт кун до или, както заявява, „Водещият прав удар с юмрук е гръбнакът на всичките удари с юмрук в Джийт кун до.“  Правият водещ удар не е удар за мощ, а удар, формулиран за скорост. Скоростта се приписва на факта че юмрукът се подава леко, което го прави по-близък до целта и точността му се придобива от отправянето на юмрука напред от собствената централна линия. Правият директен удар трябва да се държи и изпълнява отпуснато и лесно, като се втвърдява при стълкновението. Правият директен удар може да се изпълнява от множество ъгли и нива.
 

### Удари без сигнал
Атаката трябва да бъде експлозивна, без противника да усети намерението за удара. Така той няма да бъде подготвен за него, което означава, че няма да успее да му противодейства. При повечето удари в другите бойни спортове, преди да последва удар се усеща трепването на мускулите на рамото или дори цялото рамо тръгва предварително. Лий е обяснявал, че всяко потрепване или леки движения преди същинския удар може да го издаде, което да даде възможност за контраатака.
Лий счита експлозивните атаки без сигнал за намерение за най-добри. Той твърди че атаките трябва да уловят противника неподготвен, да го изхвърлят от равновесие и да го оставят неспособен да се защитава от по-нататъшни атаки. „Концепцията зад това е че когато инициирате удара си с юмрук без предварителен знак, като напрягане на раменете или придвижване на стъпало или друга част от тялото, противникът няма да има време да реагира“, пише Лий. Ключът е да се държат тялото и ръцете отпуснати и да се напрягат само при попадението. Лий не иска засукани движения и подготвителни пози да предшестват атака в Джийт кун до. Лий обяснява че потрепвания или леки движения преди удар трябва да се избягват тъй като те биха дали на противника знаци и намеци за това която се планира и той ще може да удари пръв. Следователно ударите без сигнал са същностна част от Джийт кун до.

### „Бъдете като вода“
Брус Лий подчертава че всяка ситуация, в бой или всекидневен живот, варира. За да се постигне победа следователно, е необходимо да не сме сковани, а плавни и способни да се адаптираме на всякаква ситуация. Той го сравнява като да бъдем като вода: „Изпразнете ума си, бъдете безформени, като вода. Ако поставите вода в чаша, тя става чашата. Поставяте вода в бутилка и тя става бутилката. Поставяте я в чайник и тя става чайника. Тази вода може да тече или да се сблъсква. Бъди вода, приятелю.“ Теорията на Лий зад това е че човек трябва да може да функционира във всеки сценарий, в което е хвърлен и трябва да реагира съответно. Той трябва да знае кога да ускорява или забавя, кога се разширява и свива и когато да тече и да разбива. Съзнанието че и животът и боят може да са безформени и винаги променящи се е това което позволява на човек да може да се адаптира към тези промени мигновено и да извади правилното решение. Лий не вярва в „стилове“ и чувства че всеки човек и всяка ситуация е различна и не всеки се побира в калъп; той трябва да остане гъвкав за да придобие ново знание и победа и в живота и в боя. Той никога не трябва да застоява в ума или метода си, а винаги да еволюира и да се подобрява.
 

### Пестене на движенията
Джийт кун до се стреми да не хаби време или движение, учейки че най-простите неща работят най-добре. Пестенето на движенията е принципът по който практикуващите го постигат:
- Ефективност: Атака, която достига целта си в най-кратко време с максимална сила.
- Директност: Правене на това което идва естествено по дисциплиниран начин.
- Простота: Мислене по некомплициран начин, без орнаментация. насочване без орнаменти, точно както във винг чунг. С максимизирането на влаганата сила се цели да се нанесат възможно най-много поражения, преди противника да може да реагира, като по този начин срещите приключват за около 2 пъти по-кратко време, в сравнение например с един боксов мач.

Това е предназначено да помогне на практикуващия да пести и енергия и време, два жизненоважни компонента във физическа конфронтация. Максималната сила се стреми да приключи битката бързо поради количеството причинена вреда на противника. Бързината цели да достигне целта преди противникът да може да реагира. Джийт кун до техники се използват в за прилагане на тези принципи в разнообразие от ситуации.

#### Спиращи удари
"Когато дистанцията е широка, атакуващият противник изисква някакъв вид подготовка. Следователно го нападнете при неговата подготовка за нападение.“ Стопиращите удари и ритници използват принципа за икономичност на движението като комбинират нападение и отбрана в едно движение като по този начин минимизират елемента „време“.
 

#### Едновременно париране и удряне с юмрук
Когато сте изправени пред идваща атака, атаката се парира или отразява и в същото време се нанася контраатака. Това не е толкова напреднало като спиращ удар но е по-ефективно от блокиране и контраатакуване в последователност.
 

#### Ниски ритници
Практикуващите Джийт кун до вярват че трябва да насочват ритниците си към пищялите, коленете, бедрата и корема, защото те са едно спазване на правилото за най-кратко движение и голяма сила, като така се нанасят сериозни поражения, а в същото време се запазва достатъчно голяма стабилност. както е във винг чун. Както и при други принципи на Джий кун до обаче „нищо не е записано в камък“. Ако се появи цел над кръста, боецът може да се възползва и да не го възпрепятства този принцип.

### Четири обхвата на бой
- Удари с юмрук
- Ритници
- Трапинг
- Граплинг

Практикуващите Джийт кун до тренират в тези четири обхвата. Според Лий този обхват на трениране служи да диференцира Джийт кун до от други бойни изкуства. Лий заявява че повечето но не всички традиционни бойни изкуства специализират в трениране в един или два обхвата. Теориите на Лий са особено влиятелни и доказани в полето на смесените бойни изкуства, като бойните фази на MMA са в същността си същата концепция като бойните обхвати на Джийт кун до. Първоначално обхватите в Джийт кун до са категоризирани като близък, среден и далечен. Те са оказват по-двусмислени и се развиват в по-описателните форми, но някои все още предпочитат оригиналните три категории.
 

### Пет начина на атакуване
1. Проста директна атака
2. Атака чрез комбинация
3. Прогресираща непряка атака
4. Блокиране на удара и контраатака
5. Атака чрез издърпване[9]

### Централна линия
Централната линия е въображаема вертикална линия по центъра на изправеното човешко тяло и се отнася до пространството директно пред тялото. Ако се начертае равностранен триъгълник на пода, на който тялото ви е основата, а ръцете ви формират страните на триъгълника h (височината на триъгълника) е централната линия. Концепцията на винг чун е да се експлоатира, контролира и доминира централната линия на противника. Всички атаки, защити и работа с крака са предназначени да пазят собствената централна линия докато се навлиза в пространството на централната линия на противника. Лий инкорпорира тази теория на винг чун в Джийт кун до от неговия сифу Ип Ман.
Трите ръководни принципа за централната линия са:
- Този който контролира централната линия ще контролира боя
- Защитавайте и поддържайте собствената си централна линия докато контролирате и експлоатирате централната линия на противника
- Контролирайте централната линия като я окупирате

Тази концепция е тясно свързана с поддържане на контрол над централните квадрати в стратегическата игра на шах. Тя присъства и в сианджи (китайски шах), където на дъската се начертава „X“ пред генералите и съветниците и двамата играчи.
 

### Боен реализъм
Един от елементите, които Лий инкорпорира в Джийт кун до е „бойният реализъм“. Той набляга на това че бойните техники трябва да се възприемат на базата на ефективността си в реалния бойни ситуации. Това различава Джийт кун до от други системи, където се набляга на „цветисти техники“, които може да изглеждат добре на демонстрация но често не са практични или са неефективни при улично оцеляване и ситуации за самоотбрана. Това условие диференцира Джийт кун до от други „спортни“ бойни изкуства, които са настроени кум:турнири“ и „точкова система“. Според Лий те са изкуствени и заблуждават практикуващите ги за истинско бойно умение. Поради спортния характер на тези системи, те инкорпорират правила, които биха попречили на практикуващите ги в реални ситуации за самоотбрана. Според Лий този подход към бойните изкуства става „игра на гоненица“ която в крайна сметка води до лоши навици като леки удари, които биха довели до лоши резултати в реални условия на улицата.
 
Друг аспект на реалистичното трениране в Джийт кун до е това което Лий нарича „живост“. Това е концепцията за трениращи техники с противник който се съпротивлява, както Лий казва „Дъските не удрят обратно!“  Поради тази перспектива на реализъм и живост Лий използва екипировка за безопасност от различни контактни спортове, която му позволява да практикува фул контакт спаринг с противници. Този подход към тренирането позволява на практикуващите да дойдат колкото може по-близо до реални бойни ситуации с висока степен на безопасност.
 

## В популярната култура
- Синът на Брус Брандън Лий е ученик на Джийт кун до и гоизползва в бойните си сцени във филмите си.[19]
- Дани Чан Куон-куан в Легендата за Брус Лий